# 니르자
니르자(Neerja)는 인도에서 제작된 램 마드바니 감독의 2016년 드라마, 스릴러 영화이다. 소남 카푸르 등이 주연으로 출연하였다.

## 출연

### 주연
- 소남 카푸르
- 요겐드라 티큐

### 조연
- 세자르 라브지아니
- 샤바나 아즈미